# Кельсиев, Александр Иванович
Алекса́ндр Ива́нович Кельси́ев (умер в 1885) — российский антрополог.
Работал хранителем Московского Политехнического музея, был секретарём Общества распространения технических знаний.
Написал руководство «Практика антропометрии» (1878). В 1877 г. совершил этнографическую экспедицию в отдалённые районы Кольского полуострова, провёл антропологические измерения саамов, на реке Поной впервые на Кольском полуострове провёл археологические изыскания. Собранная Кельсиевым коллекция предметов быта и труда саамов была показана на Антропологической выставке 1879 года в Москве, отчёт об этом опубликован в «Трудах Общества любителей естествознания, антропологии и этнографии» (1879, т. XXV).
Кельсиеву также принадлежит обзор «Цифры у разных народов древних и новых» (1880), описание «Подмосковное курганное кладбище при деревне Мытиной» («Древности», издание Московского археологического общества, 1885, т. X).